# Billet de 500 francs congolais
Recto
Verso
Chronologie
Billet de 200FC Billet de 1000FC
Le billet de 500 francs congolais (CDF) est l’une des dénominations de la monnaie officielle de la République démocratique du Congo, le franc congolais (CDF). Il est émis par la Banque centrale du Congo (BCC), qui est chargée de la gestion de la monnaie nationale et de la politique monétaire du pays. Le franc congolais est divisé en sous-unités appelées centimes, bien que, dans la pratique, ces derniers ne soient plus utilisés en raison de la dévaluation de la monnaie nationale,,.

## Historique
Le franc congolais a été réintroduit en 1997, en remplacement du zaïre, ancienne monnaie du pays, à un taux de 1 franc pour 100 000 zaïres. Depuis, plusieurs séries de billets ont été émises pour accompagner la croissance de l’économie, le coût de la vie, et l’inflation. Le billet de 500 francs est couramment utilisé dans les transactions quotidiennes et fait partie intégrante des échanges commerciaux,.

## Caractéristiques
Le billet de 500 francs congolais présente des caractéristiques de sécurité pour empêcher la contrefaçon. Parmi les éléments communs, on trouve :

### Papier
Il est fabriqué avec du papier de haute qualité et intègre des éléments de sécurité invisibles.

### Couleur dominante
Le billet est généralement de couleurs bleu et gris, mais les nuances peuvent varier légèrement d’une série à l’autre,.

### Dimensions
Ses dimensions sont d'environ 150 mm de long et 70 mm de large, ce qui en fait un billet de taille moyenne comparé aux autres billets de la série.

## Iconographie
Le visuel du billet de 500 francs congolais change légèrement d'une série à l'autre. Généralement, il comporte :

### Recto

Billet de 500 francs congolais en Recto

Un portrait d'une figure importante de l’histoire congolaise ou un motif représentant une scène ou un symbole de l’exploitation artisanale du diamant congolais. Dans les séries récentes, il présente souvent des éléments culturels et historiques du pays.

### Verso

Billet de 500 francs congolais en Verso

Il peut utiliser un paysage, une faune ou une flore typiques de la RDC, mettant en valeur la diversité naturelle du pays. Comme dans ce verso on peut voir une exploitation diamantifère en vallée étroite dans une province.

## Utilisation et valeur
La valeur réelle du billet de 500 francs varie en fonction du taux de change avec les principales devises mondiales, comme le dollar américain. Dans un contexte économique marqué par l'inflation, sa valeur a diminué par rapport aux années précédentes. Cependant, il reste utilisé dans les transactions quotidiennes et facilite l’achat de produits de base,.

## Signification culturelle et économique
Les billets de francs congolais, dont le billet de 500 francs, sont non seulement un moyen de transaction mais aussi un vecteur d’identité nationale. Ils témoignent de l’histoire, des symboles culturels et de la richesse naturelle de la RDC. La valeur du franc congolais étant sujette à une inflation fluctuante, les billets jouent un rôle central dans l'économie et impactent le pouvoir d'achat de la population.

## Sécurité

Motifs holographiques de sécurité du billet de 500 francs en Recto

Motifs holographiques de sécurité du billet de 500 francs en Verso

Connaitre en détails le billet de 500FC

Pour lutter contre la contrefaçon, la Banque centrale du Congo applique plusieurs mesures de sécurité,, comme :
- Filigranes : Images visibles lorsque le billet est exposé à la lumière.
- Impressions en relief : Perceptibles au toucher et difficiles à reproduire.
- Micro-impressions et motifs holographiques : Apportent une sécurité supplémentaire.

Le billet de 500 francs congolais, avec ses caractéristiques uniques et son symbolisme, est à la fois un outil financier et un objet culturel important pour la RDC.

## Diffusion

### Estimation des pourcentages de diffusion
Il est courant dans plusieurs économies en développement, avec une inflation élevée, que les petites coupures représentent environ 30 % à 40 % de la quantité totale de billets en circulation en termes de nombre d'unités, même si elles représentent une proportion plus faible de la valeur totale de la masse monétaire,.

## Séries

Le billet du cinquantenaire

Le billet du cinquantenaire

| Type             | Séries              | Nombre de billets produits    |
| ---------------- | ------------------- | ----------------------------- |
| billet bleu-gris | 2000-2012 2013-2020 | 11 986 088 000 10 642 345 000 |
| billet vert      | 2010                | 153 674 251                   |